# Thereva callosa
Thereva callosa är en tvåvingeart som beskrevs av Krober 1912. Thereva callosa ingår i släktet Thereva och familjen stilettflugor. Inga underarter finns listade i Catalogue of Life.